# Sady nad Torysou
Sady nad Torysou és un poble i municipi d'Eslovàquia. Es troba a la regió de Košice, a l'est del país.

## Història
La primera referència escrita de la vila data del 1964.

## Demografia
| Godina             | 1994 | 2004    | 2014    | 2024   |
| ------------------ | ---- | ------- | ------- | ------ |
| Nombre de persones | 1486 | 1699    | 1924    | 1925   |
| Diferència         |      | +14,33% | +13,24% | +0,05% |

| Godina             | 2023 | 2024   |
| ------------------ | ---- | ------ |
| Nombre de persones | 1939 | 1925   |
| Diferència         |      | −0,72% |